# Byrsophyllum
Byrsophyllum es un género con dos especies de plantas con flores perteneciente a la familia Rubiaceae. 

## Especies seleccionadas
- Byrsophyllum ellipticum
- Byrsophyllum tetrandrum